# Incidente a Baltimora
Incidente a Baltimora (Against Her Will: An Incident in Baltimore) è un film per la televisione statunitense del 1992 diretto da Delbert Mann.
È un film drammatico con protagonisti Walter Matthau, nel ruolo di un avvocato negli anni 1940 che deve difendere una donna detenuta in un ospedale psichiatrico, Harry Morgan e Susan Blakely. È il seguito di Eroe per un giorno (The Incident) del 1990 e fu seguito da Incident in a Small Town del 1994.

## Produzione
Il film, diretto da Delbert Mann su una sceneggiatura di Michael Norell e James Norell, fu prodotto dallo stesso Mann per RHI Entertainment e Procter & Gamble Productions e girato a 0103628 in Pennsylvania. Il titolo di lavorazione fu Cobb's Law.

## Distribuzione
Il film fu trasmesso negli Stati Uniti il 19 gennaio 1992 sulla rete televisiva CBS.
Alcune delle uscite internazionali sono state:
- in Polonia (Wbrew jej woli)
- in Italia (Incidente a Baltimora)